# Stefan Reuter
Stefan Reuter (Dinkelsbühl, 1966. október 16. –) világ- és Európa-bajnok német labdarúgó, hátvéd, középpályás, edző, sportvezető.

## Pályafutása

### Klubcsapatban
1971-ben a TSV 1860 Dinkelsbühl  korosztályos csapatában kezdte a labdarúgást. 1982-ben figyelt fel rá az 1. FC Nürnberg és leigazolta. 18 évesen 1984-ben mutatkozott be a Bundesligában. 1988-ban a Bayern Münchenhez szerződött. 95 bajnoki mérkőzésen 4 gólt szerzett és két bajnoki címet nyert a csapattal. Az 1991–92-es idényben a Juventus együttesében játszott Olaszországban. 1992-ben hazatért és a Borussia Dortmund meghatározó játékosa lett, ahol három bajnoki címet szerzett az együttessel. Tagja volt az 1997-es BL-győztes csapatnak és kétszer játszott UEFA-kupa döntőt a Borussiával. Összesen 307 bajnoki mérkőzésen szerepelt dortmundi színekben és 11 gólt szerzett 2004-es visszavonulásáig.

### A válogatottban
1987 és 1998 között 69 alkalommal szerepelt a német válogatottban és két gólt szerzett. Tagja volt az 1990-es világbajnok és az 1996-os Európa-bajnok csapatnak. 1985-ben hét alkalommal szerepelt az U18-as, 1985 és 1987 között 11 alkalommal játszott az U21-es válogatottban és két gólt szerzett. Tagja volt az 1984-es U16-os Európa-bajnok csapatnak.

### Sportvezetőként
2006 januárja és 2009. február 2. között az 1860 München csapat-menedzsere volt. 2012. február 27. óta az FC Augsburg menedzsereként tevékenykedik.

## Sikerei, díjai
NSZK U16
- U16-os Európa-bajnokság
  - győztes: 1984

 Németország
- Világbajnokság
  - világbajnok: 1990, Olaszország
- Európa-bajnokság
  - Európa-bajnok: 1996, Anglia
  - ezüstérmes: 1992, Svédország

 FC Bayern München
- Nyugatnémet bajnokság (Bundesliga)
  - bajnok: 1988–89, 1989–90
- Nyugatnémet szuperkupa (DFL-Supercup)
  - győztes: 1990

 Juventus FC
- Olasz bajnokság (Serie A)
  - 2.: 1991–92
- Olasz kupa (Coppa Italia)
  - döntős: 1992

 Borussia Dortmund
- Német bajnokság (Bundesliga)
  - bajnok: 1994–95, 1995–96, 2001–02
- Német szuperkupa (DFL-Supercup)
  - győztes: 1995, 1966
- UEFA-bajnokok ligája
  - győztes: 1996–97
- UEFA-kupa
  - döntős: 1992–93, 2001–02
- Interkontinentális kupa
  - győztes: 1997